# Кононов, Михаил Дмитриевич
Михаи́л Дми́триевич Ко́нонов (1906—1972) — подполковник Советской Армии, участник Великой Отечественной войны, Герой Советского Союза (1945).

## Биография
Михаил Кононов родился 21 января 1906 года в деревне Бобр (ныне — посёлок в Крупском районе Минской области Белоруссии). В 1930—1931 годах проходил службу в Рабоче-крестьянской Красной Армии. В 1937 году Кононов окончил Ленинградский технологический институт. В 1939 году он повторно был призван в армию. Участвовал в боях советско-финской войны. Окончил курсы усовершенствования командного состава. С 1941 года — на фронтах Великой Отечественной войны. Принимал участие в боях на Ленинградском и 1-м Белорусском фронтах. К осени 1944 года майор Михаил Кононов командовал 51-м танковым батальоном 220-й отдельной танковой бригады 5-й ударной армии 1-го Белорусского фронта. Отличился во время освобождения Польши.
Батальон Кононова успешно прорвал вражескую оборону и первым в бригаде вышел к реке Пилица, захватил и удерживал переправы через неё. Во время преследования отступающих немецких войск батальон уничтожил около 5 вражеских опорных пунктов и первым ворвался в город Скерневице, разгромив в уличных боях около полка пехоты.
Указом Президиума Верховного Совета СССР от 26 октября 1944 года за «образцовое выполнение заданий командования, мужество и героизм, проявленные в Висло-Одерской операции» майор Михаил Кононов был удостоен высокого звания Героя Советского Союза с вручением ордена Ленина и медали «Золотая Звезда».
16 апреля 1945 года во время боёв на подступах к Берлину Кононов получил тяжёлое ранение и был отправлен в госпиталь. После войны он продолжил службу в Советской Армии. В 1951 году он окончил Высшую офицерскую бронетанковую школу. В 1959 году в звании подполковника Кононов был уволен в запас. Проживал в Ленинграде, работал инженером на Адмиралтейском заводе. Умер 9 мая 1972 года, похоронен на Большеохтинском кладбище Санкт-Петербурга.
Был также награждён орденами Красного Знамени и Александра Невского, двумя орденами Красной Звезды, рядом медалей.
В честь Кононова названа улица в его родном посёлке.